# Wanda Wertenstein

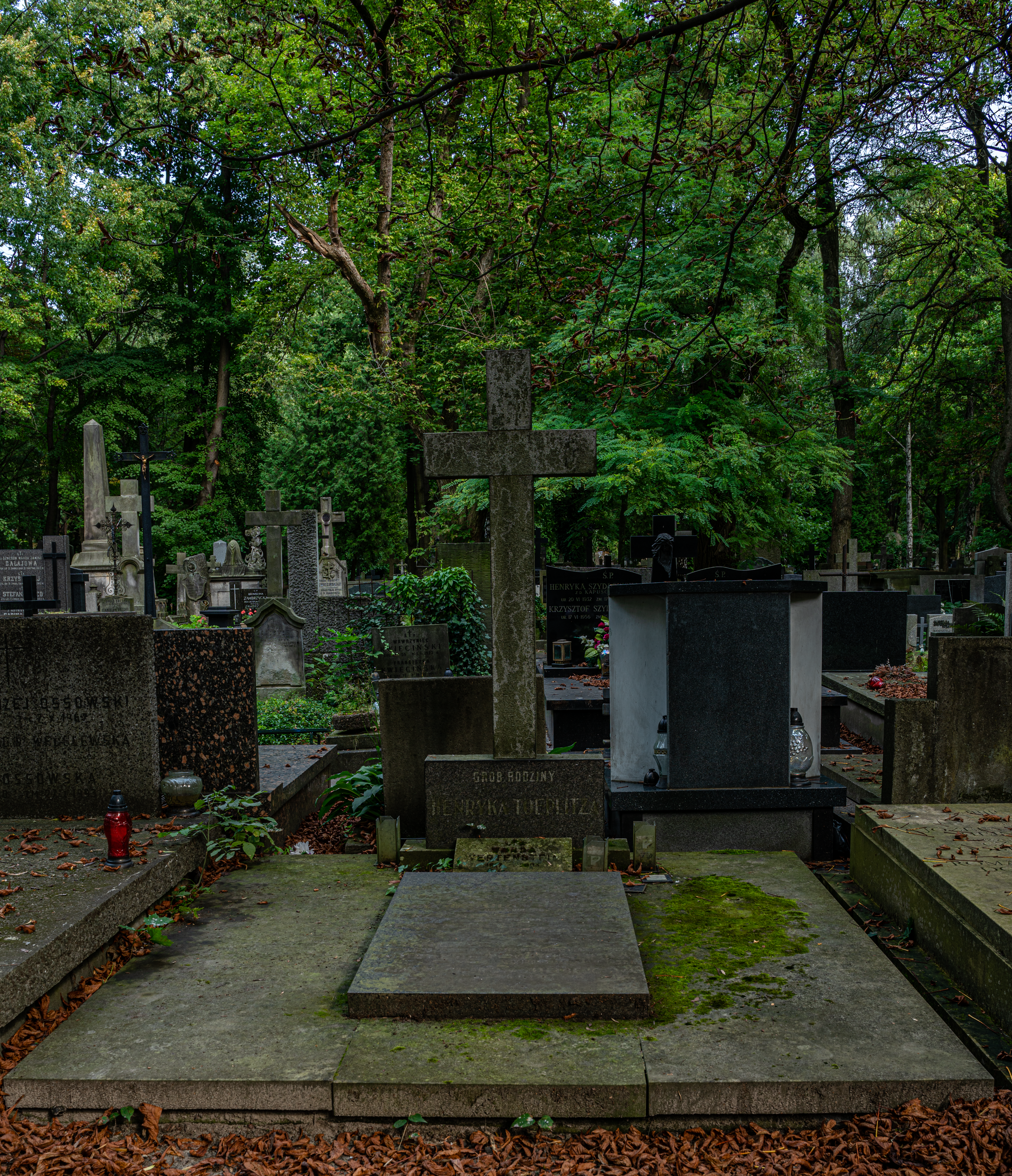
Grób Wandy Wertenstein na cmentarzu Powązkowskim

Wanda Wertenstein (ur. 16 października 1917 w Warszawie, zm. 16 września 2003 tamże) – polska krytyczka filmowa, scenarzystka, reżyserka, córka fizyka Ludwika Werteinsteina i jego żony Matyldy, matka socjologa Jerzego Wertensteina-Żuławskiego.
Studiowała chemię na Politechnice Warszawskiej oraz ekonomię w Szkole Nauk Politycznych. Na podstawie jej losów z czasów II wojny światowej Jerzy Andrzejewski napisał opowiadanie Wielki Tydzień (zekranizowane przez Andrzeja Wajdę w 1995 roku pod tym samym tytułem – Wielki Tydzień). Po wojnie współpracowała m.in. z PWSF w Łodzi, pracowała w warszawskiej WFD, współredagowała miesięcznik Kino. Z angielskiego i włoskiego przetłumaczyła kilka podstawowych prac teoretycznych o sztuce i technice filmowej. Była członkinią polskiego PEN Clubu.
Została pochowana na cmentarzu Powązkowskim (kwatera 51-6-10/11).

## Filmografia
- 1953 – Konkurs imienia Wieniawskiego – scenariusz
- 1957 – Piękno na co dzień – komentarz
- 1958 – Opowieść o Ołtarzu Mariackim – realizacja, komentarz, montaż
- 1958 – Wieczna Ewa – współpraca scenariuszowa
- 1959 – Wizyta przyjaźni i braterstwa – reżyseria, montaż
- 1961 – Coś tam budują – reżyseria
- 1961 – Daleko od stolicy – reżyseria
- 1961 – Wariant – scenariusz
- 1963 – Dziesięciu z Pawiaka – reżyseria
- 1964 – Chwila wspomnień – reżyseria
- 1965 – Beautiful Poland – realizacja
- 1965 – Polska nieznana – reżyseria
- 1966 – Na stadionie – reżyseria
- 1967 – Pomnik – scenariusz
- 1967 – Warszawa – lato – reżyseria, scenariusz